# Moeraswolfsklauw
De moeraswolfsklauw (Lycopodiella inundata, synoniem: Lycopodium inundatum) is een groenblijvende, vaste plant, die behoort tot de wolfsklauwfamilie (Lycopodiaceae). 

## Beschrijving
De plant wordt 3-10 cm hoog en heeft een tot 15 cm lange, brosse, kruipende stengel. De zijtakken staan rechtop. De 5-6 mm lange bladeren zijn priemvormig.
De aren met de vruchtbare bladeren verschijnen van juni tot september en staan alleen aan de einden van de zijtakken. De vruchtbare bladeren zijn schuin afstaand vaak naar binnen gekromd, maar aan de onderzijde van de hoofdstengel naar boven gekromd. Op de bovenkant van de vruchtbare bladeren zitten aan de voet de grote, dikwandige en niervormige sporangiën. De bladeren zijn vrij zacht, spits en gaafrandig.

## Voorkomen
Moeraswolfsklauw is een voornamelijk West- en Midden-Europese plant. In België komt hij zeldzaam voor in de Kempen, verder nauwelijks. De plant staat op de Vlaamse Rode Lijst van planten als bedreigd. In Nederland komt de soort zeldzaam voor op de zandgronden in het midden en noordoosten van het land, in Noord-Brabant en zeer zeldzaam op de Waddeneilanden, in de duinen van noordelijk Noord-Holland en in Flevoland. Volgens de Nederlandse Rode Lijst van planten van 2012 is de plant niet bedreigd.  
De plant groeit op open, natte en zure zandgrond. Het is een pioniersoort op natte plagplekken in de heide, in zandgroeven en karrensporen, op open, kale, onbemeste waterkanten, in duinvalleien en in afgeplagde bermen van zandpaden en –wegen. 

## Plantengemeenschap
De moeraswolfsklauw is een kensoort voor de associatie van moeraswolfsklauw en snavelbies.